# Casa Consistorial de Bilbau

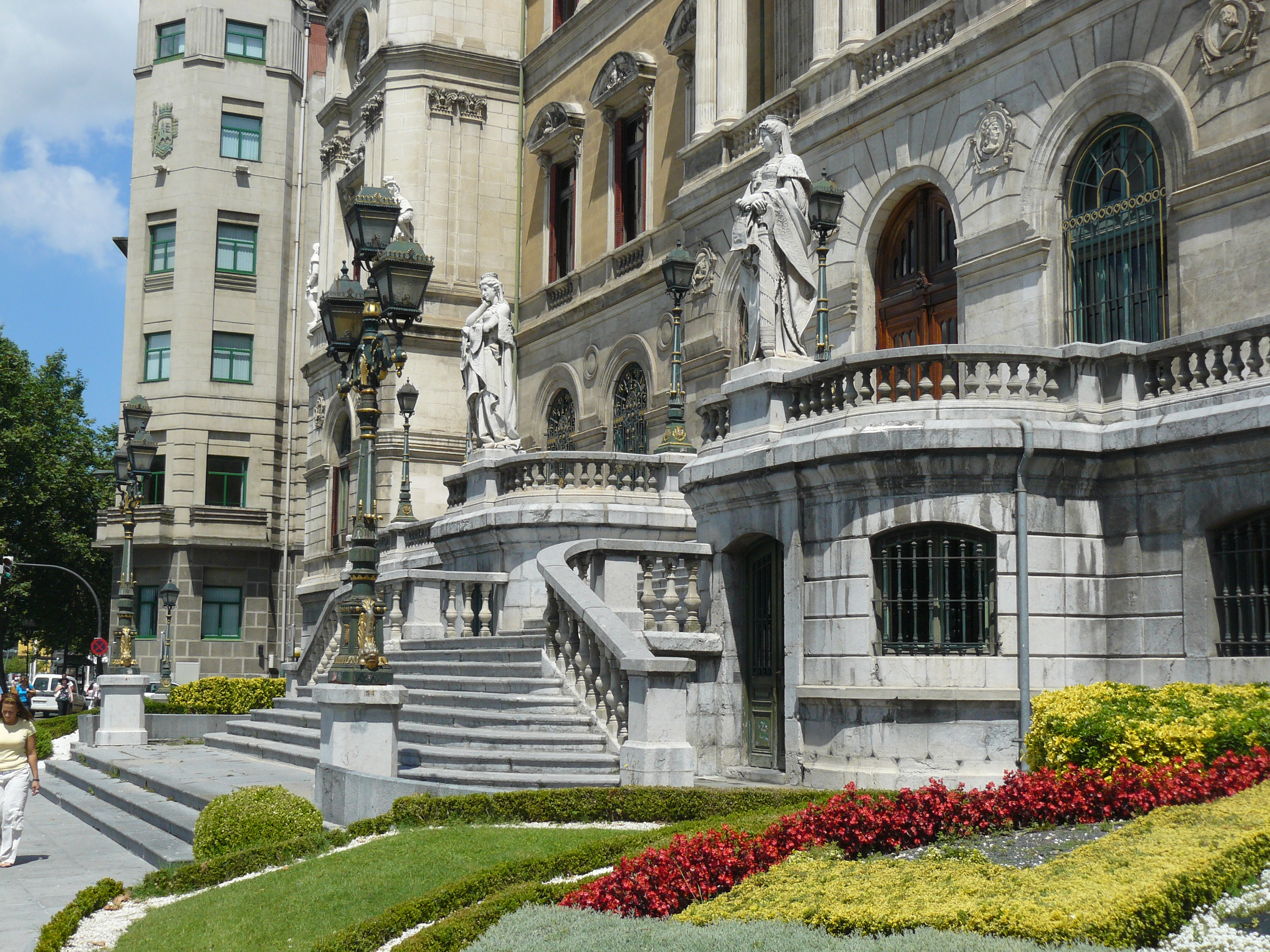
Escadaria exterior

A Casa Consistorial de Bilbau ou Casa de la villa de Bilbao (em basco: Bilboko udaletxea) é o principal edifício do Ayuntamiento (administração municipal) de Bilbau, a instituição que governa a capital da província da Biscaia, no País Basco, Espanha. Foi inaugurado a 17 de abril de 1892 e é da autoria do arquiteto municipal Joaquín Rucoba, que o desenhou em estilo eclético.

## História
O edifício atual é quarta sede do ayuntamiento que Bilbau tem desde a sua fundação em 1300. A primeira foi erigida em frente à igreja de Santo Antão em 1535, a qual foi destruída em 1553 por inundações. Em 1560 iniciaram-se as obras da segunda, construída no mesmo local da anterior e reaproveitando os materiais do edifício anterior. Esta teve uma alhóndiga (armazém), um peso público e uma sala de armas e munições. Em 1593 também esta foi destruída por enchentes, pelo que as autoridades instalaram os serviços municipais em lugares privados e eclesiásticos. No século XVII foi construído um terceiro edifício.
O processo de industrialização levado a cabo na segunda metade do século XIX fez com que a cidade precisasse de dotar-se de novas infraestruturas e tornou evidente a necessidade de superar os limites do Casco Viejo. No quarteirão onde hoje se ergue a Casa Consistorial situava-se o Convento de Santo Agostinho, que ficou em ruínas durante a Primeira Guerra Carlista. As obras começaram em 1883 e só terminaram nove anos depois. O projeto e a direção das obras foi entregue ao então arquiteto municipal Joaquín Rucoba, que também desenhou outros edifícios importantes de Bilbau, como o Teatro Arriaga ou a Alhóndiga Municipal. Foi inaugurado no domingo, 17 de abril de 1892 com um banquete a que assistiram, entre outros, o alcaide de então, Gregorio de la Revilla, e o alcaide durante cujo mandato tinham começado as obras, Eduardo Victoria de Lecea. Anteriormente tinham celebrado um último ato na casa consistorial anterior para depois irem a pé até ao novo edifício.
Em julho de 2008 foram iniciadas obras de ampliação, que passaram pela construção doutro edifício de dois volumes e fachadas de vidro, unidos por um corpo central imediatamente atrás do velho edifício. Estava previsto que as obras se prolongassem durante três anos e que as novas instalações concentrassem as áreas municipais de urbanismo, obras e serviços, circulação e transportes e intervenção estratégico e estacionamentos.

## Características
O arquiteto Rucoba inspirou-se na arquitetura pública da Terceira República Francesa para conceber o exterior, ricamente ornamentado. O edifício consta de um eixo principal, no qual se encontra a varanda principal  e três arcos com oito colunas, coroado por um campanário. Esta arcada compreende dois níveis; no superior encontram-se baixo-relevos de cinco figuras destacadas da história bilbaína: o fundador Don Diego López V de Haro, o cardeal Antonio Javier Gardoqui, o almirante Juan Martínez de Recalde, Tristán de Leguizamón e o economista Nicolás de Arriquibar.
O edifício é flanqueado por quatro esculturas, dois maceiros e dois arautos. Na escadaria principal destacam-se duas esculturas que representam a lei e a justiça. Segundo a tradição, o quinto lanço dessa escadaria faz referência à altitude oficial de Bilbau: 8,804 metros.
No interior destacam-se três divisões: o salão de receções, o salão de assembleias e o vestíbulo, além das escadarias. A ornamentação destes espaços é também de estilo eclético, com o salão de receções com reminiscências neo-árabe, e os outros dois com traços neorrenascentistas. Na decoração do interior participaram uma série de artistas, tanto bilbaínos como do resto de Espanha e estrangeiros. Por exemplo, o mobiliário veio de Bordéus e alguns candeeiros de Paris.

## Polémica das bandeiras
Desde o início dos anos 1980, pouco depois da restauração da democracia em Espanha, que a única bandeira que era hasteada na varanda da Casa Consistorial era a ikurriña, a bandeira do País Basco. A única exceção ocorria no primeiro dias das festas, quando eram hasteadas a bandeira da cidade, a ikurriña, a espanhola e a da União Europeia.
Em dezembro de 2007, uma sentença do Tribunal Superior de Justiça do País Basco obrigou Ayuntamiento a hastear também a rojigualda (bandeira da Espanha). O alcaide de Bilbau, Iñaki Azkuna acatou a decisão, apesar de se manifestar contra ela — nas suas próprias palavras: «por obrigação e não por devoção» — e desde 5 de abril de 2008 tanto a bandeira nacional como a autonómica basca são içadas em ambos os lados do campanário. Optou-se por este sítio, muito mais alto do que a varanda, para "evitar possíveis sabotagens". Ao mesmo tempo, na praça Ercoreca, situada imediatamente à esquerda da Casa Consistorial, foi erigido um mastro de vinte metros de alturaonde se içou uma bandeira de Bilbau com 7 por 5 metros, um tamanho doze vezes maiores que as outras bandeiras.